# Michele Esposito
Michele Esposito (Castellammare di Stabia, 29 settembre 1855 – Firenze, 19 novembre 1929) è stato un pianista, direttore d'orchestra e compositore italiano.

## Biografia
Fin da giovanissimo si dedicò allo studio della musica, frequentando il Conservatorio di San Pietro a Majella a Napoli: fu allievo di Beniamino Cesi per il pianoforte e di Paolo Serrao per la composizione. Il corso di studi si concluse nel 1873, con l'attribuzione di una pensione triennale come riconoscimento per gli ottimi risultati ottenuti. Nello stesso anno compose la prima opera, Fantasia per pianoforte sull'opera "Benvenuto Cellini" di Lauro Rossi.
Nel 1874 iniziò l'attività di direttore d'orchestra: in uno dei suoi concerti ebbe tra gli ascoltatori il pianista Anton Rubinstein, che ne apprezzò la capacità artistica. Dal 1878 si trasferì a Parigi, dove proseguì l'attività concertistica per quattro anni, avendo anche occasione di frequentare molti artisti: incontrò ancora Rubinstein e altri musicisti, tra cui Charles Gounod, Camille Saint-Saëns e Jules Massenet. Le opere composte nel periodo parigino furono pubblicate dalle case editrici Lucca e Ricordi.
Dal 1882 intraprese l'attività didattica, insegnando pianoforte presso l'Accademia musicale di Dublino; nella stessa città fondò nel 1889 la Dublin Orchestral Society . Visse in Irlanda fino al 1928, continuando una intensa attività di compositore, concertista e direttore d'orchestra. Ottenne diversi prestigiosi riconoscimenti, tra cui il titolo di Doctor of music da parte dell'università di Dublino. Fondò una casa editrice che curò la pubblicazione di un vasto repertorio musicale, da lui trascritto.
Alcune tra le sue opere furono ispirate al folclore e alle tradizioni irlandesi: tra le composizioni che ebbero maggior successo, l'Irish Symphony del 1902 e l'opera The tinker and the fairy, rappresentata a Dublino nel 1910.
Rientrato in Italia nel 1928, si stabilì a Firenze, dove morì l'anno successivo.